# Botschaftsviertel (Berlin)

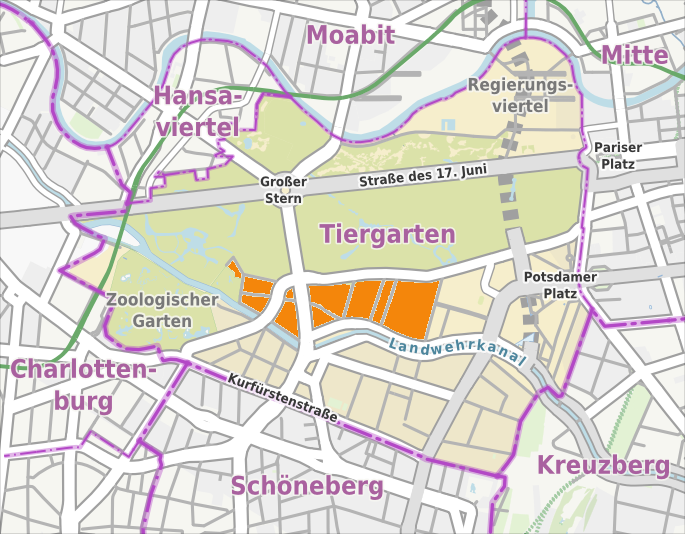
Das heutige Botschaftsviertel als Areal im Berliner Ortsteil Tiergarten (orange eingefärbt)

Das Botschaftsviertel (auch: Diplomatenviertel) ist ein Quartier im Berliner Ortsteil Tiergarten. Das Botschaftsviertel bildet den westlichen (und größeren) Teil des Tiergartenviertels, die Bezeichnung wird daher teilweise synonym zum Tiergartenviertel verwendet. Die namensbildende Nutzung des Gebiets durch Botschaften begann 1878 durch die Gesandtschaft des kaiserlichen China. Heute befinden sich dort knapp 30 Botschaften.

## Abgrenzung und Lage
Das Botschaftsviertel bildet den westlichen Teil des Tiergartenviertels. Im Norden ist das Quartier vom Großen Tiergarten beziehungsweise der Tiergartenstraße begrenzt. Die Tiergartenstraße ist nur auf der Südseite bebaut. Im Süden ist das Quartier vom Landwehrkanal beziehungsweise dem ihm folgenden Reichpietschufer begrenzt. Östlich begrenzt die Stauffenbergstraße das Quartier, daran schließen dort Kulturforum und Potsdamer Platz an. Westlich läuft das Botschaftsviertel spitz aus, dort bildet das Erweiterungsgelände des Berliner Zoos die Grenze des Quartiers.
Folgende größere Straßen liegen neben den bereits genannten Straßen im Botschaftsviertel oder begrenzen dieses: Die Stülerstraße bildet die Verlängerung der Tiergartenstraße in westlicher Richtung, sie zweigt nach Süden ab und wird nach Überqueren des Landwehrkanals zur Budapester Straße. Die Klingelhöferstraße durchquert das Botschaftsviertel von Norden nach Süden und wird südlich des Landwehrkanals zum Budapester Platz. Die Von-der-Heydt-Straße bildet die Verlängerung des Reichpietschufers zur Klingelhöferstraße.
Folgende kleinere Straßen verlaufen in ost-westlicher Richtung: Corneliusstraße und westlich anschließend Drakestraße folgen dem Lauf des Landwehrkanals und bilden dessen Ufer. Die Köbisstraße zweigt vom Reichpietschufer ab und wird nach Überqueren der Klingelhöferstraße zur Rauchstraße. Die Thomas-Dehler-Straße bildet am westlichen Endes des Botschaftsviertels die Grenze zum Tiergarten.
In nord-südlicher Richtung verlaufen folgende kleinere Straßen, aufgezählt von Westen nach Osten: Die Lichtensteinallee ist nur noch als Sackgasse erhalten, der südliche Teil ist heute Gelände des Berliner Zoos. Die Drakestraße winkelt vom Landwehrkanal nach Norden ab und muss deshalb auch unter den Nord-Süd-Straßen aufgeführt werden. Ebenso winkelt die Thomas-Dehler-Straße vom Tiergarten nach Süden ab. Die Clara-Wieck-Straße ist eine neugeschaffene Verbindung zwischen Tiergartenstraße und Köbisstraße. Hiroshimastraße und Hildebrandstraße verlaufen parallel und verbinden Tiergartenstraße und Reichpietschufer. Der Abstand zwischen Hiroshimastraße und Hildebrandstraße ist mit etwa 65 m im Vergleich zur restlichen Parzellierung des Viertels gering, sodass die dazwischen gelegenen Grundstücke nicht geteilt sind, und nur von einer Seite einen Zugang haben.

## Geschichte

### Vom Albrechtshof zum Villenviertel (1861–1933)

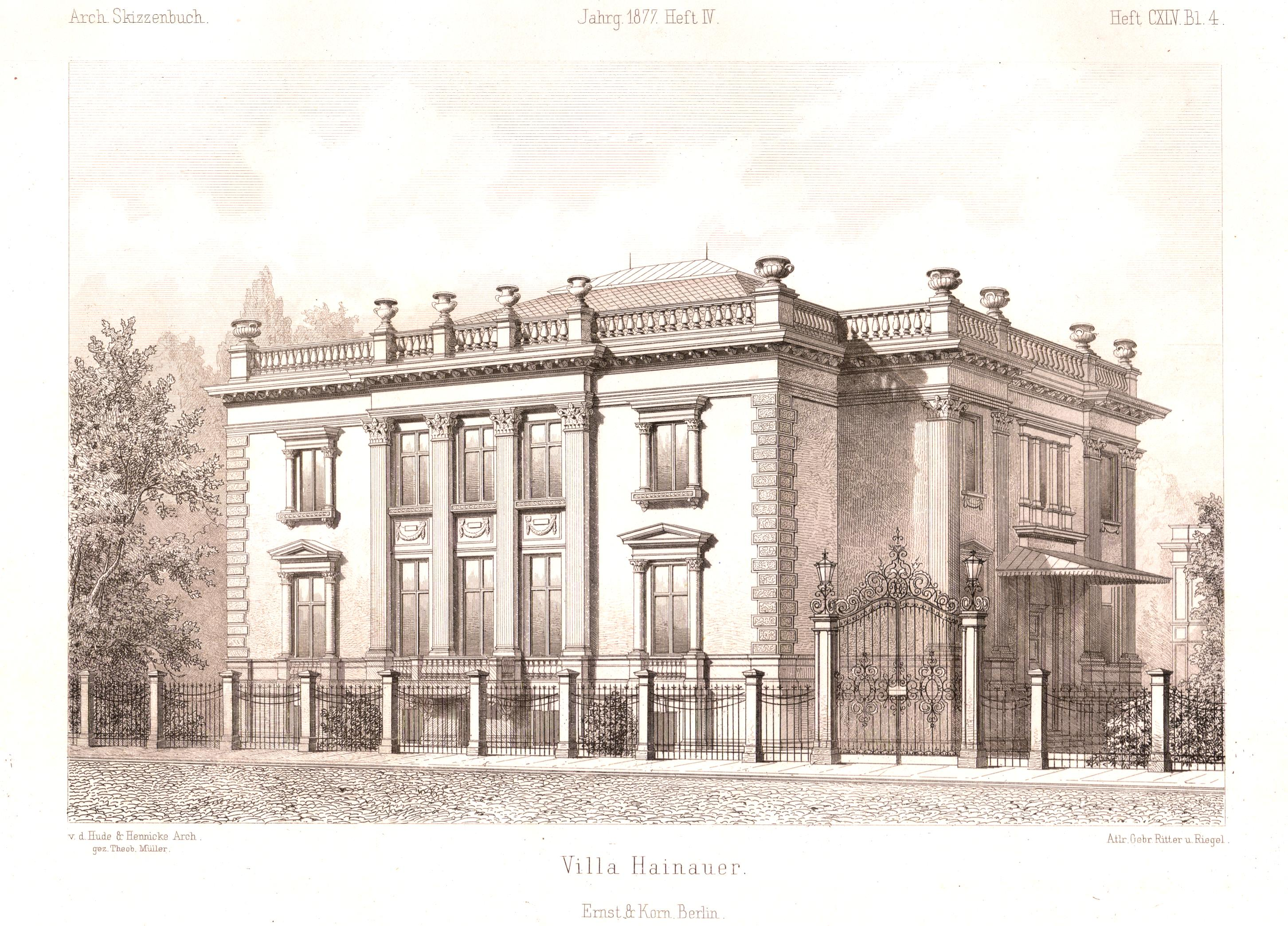
Villa Hainauer, eines der repräsentativen Wohngebäude auf dem ehemaligen Albrechthof

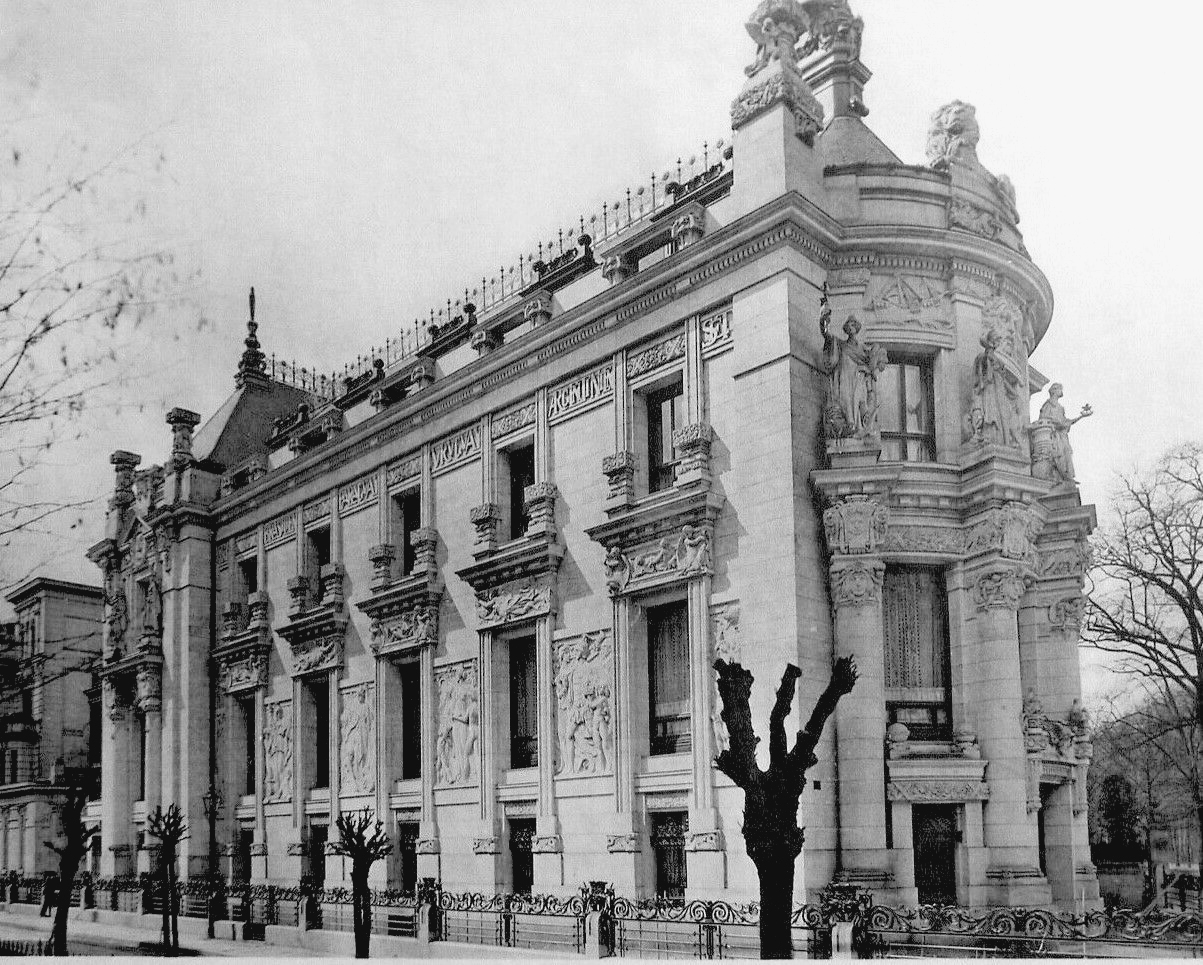
Das Palais Staudt diente ab 1899 als Wohnhaus und ab 1936 als Residenz der Argentinischen Botschaft.

Das Gebiet des Botschaftsviertels lag außerhalb der Berliner Zollmauer und wurde erst 1861 nach Berlin eingemeindet. Seit 1884 trug der neue Bezirk den Namen Tiergarten. Heute ist Tiergarten ein Ortsteil des Bezirks Mitte.
Der westliche Teil des Botschaftsviertels – auf der Nordseite des Landwehrgrabens (ab der Eröffnung des Kanals 1850 der heutige Landwehrkanal) zwischen der heutigen Klingelhöferstraße und Lichtensteinallee – trug ab 1835 den Namen Albrechtshof nach der Grundeigentümerin, einer Witwe Albrecht. Die nördliche Uferstraße am Landwehrkanal hieß entsprechend ab 1849 Albrechtshof-Ufer, bevor sie 1867 den heute noch gültigen Namen Corneliusstraße bekam. Der Albrechtshof wurde vor 1865 parzelliert; den Bebauungsplan legte 1863 Friedrich Hitzig vor.
Bis zum Ende des 19. Jahrhunderts wurden im Gebiet eine Reihe prächtiger Villen errichtet, die mit Ausnahme der Villa von der Heydt sämtlich im Zweiten Weltkrieg zerstört wurden oder vorher Umbauplänen zum Opfer fielen. Zu diesen repräsentativen Wohnbauten gehörten zum Beispiel:
- 1855: Einzelwohnhaus Stülerstraße 1, Entwurf Friedrich Hitzig[5]
- 1860–1863: Villa von der Heydt in der heutigen Von-der-Heydt-Straße 16–18, Entwurf Hermann Ende
- 1865–1867: Villa August Kabrun in der Rauchstraße 17/18 Ecke Drakestraße, Entwurf Architekturbüro Ende & Böckmann[6] (Siehe auch dort.)
- 1874: Wohnhaus des Baumeisters Hennicke in der Rauchstraße 19, Entwurf Hude & Hennicke[7]
- 1877: Villa für den Bankier Oscar Hainauer in der Rauchstraße 23, Entwurf Hude & Hennicke[8]
- 1885: Villa des Geheimen Kommerzienrats Stephan in der Rauchstraße 16 Ecke Corneliusstraße, Entwurf Ludwig Heim[9]
- 1892–1893: Wohnhaus Paul Meyerheim in der Hildebrandstraße 22, Entwurf Alfred Messel[10]
- 1897–1899: Palais Staudt in der Tiergartenstraße 9 Ecke Regentenstraße 1, Entwurf Otto Rieth

Das Botschaftsviertel Berlins im ausgehenden 19. Jahrhundert war das Alsenviertel, nahe dem Regierungsviertel. Die erste Botschaft mit Sitz zwischen Landwehrkanal und Tiergarten war 1878 die Gesandtschaft des kaiserlichen China. Bis 1933 siedelten sich ein gutes Dutzend weitere diplomatische Gesandtschaften dort an. In der Rauchstraße befanden sich die Missionen der Niederlande (Nr. 10, im Zweiten Weltkrieg zerstört, heute Freigelände des Zoos), des Heiligen Stuhls (Nr. 21, im Krieg zerstört, auf dem Grundstück befindet sich heute das Ökohaus Rauchstraße), Rumäniens (Nr. 26, im Krieg zerstört, heute Wirtschaftsprüferhaus) und der Tschechoslowakei (Nr. 27, im Krieg zerstört, auf dem Grundstück heute der Neubau der Mexikanischen Botschaft). In der Tiergartenstraße residierten 1933 die Gesandtschaften Ägyptens (Nr. 18b, im Krieg zerstört, auf dem Grundstück heute Neubau der Südafrikanischen Botschaft), der Türkei (Nr. 19, im Krieg zerstört, heute Neubau ebenjener Botschaft), Persiens (Nr. 33, im Krieg zerstört, heute Neubau der Saudiarabischen Botschaft) und Schwedens (Nr. 36, 1943 zerstört, dort heute der Neubau der Konrad-Adenauer-Stiftung). Ab 1936 residierte die Botschaft Argentiniens im Palais Staudt, 1943 zerstört, in der Tiergartenstraße 9 Ecke Regentenstraße 1. Weitere Missionen im Viertel befanden sich 1933 in der Corneliusstraße 8 (Ungarn, im Krieg zerstört, dort stehen heute die Ökohäuser Corneliusstraße), in der Hildebrandstraße 5 (Estland, unzerstört, seit 2001 wieder Botschaft), in der Hiroshimastraße 22, damals Hohenzollernstraße (Griechenland, Gebäude besteht noch, derzeit Bauruine) und in der Stülerstraße Nr. 9, damals Hitzigstraße (Peru, im Krieg zerstört, dort heute der Neubau eines Wohnhauses).

### Umbau in Folge der „Germania“-Pläne (1933–1941)

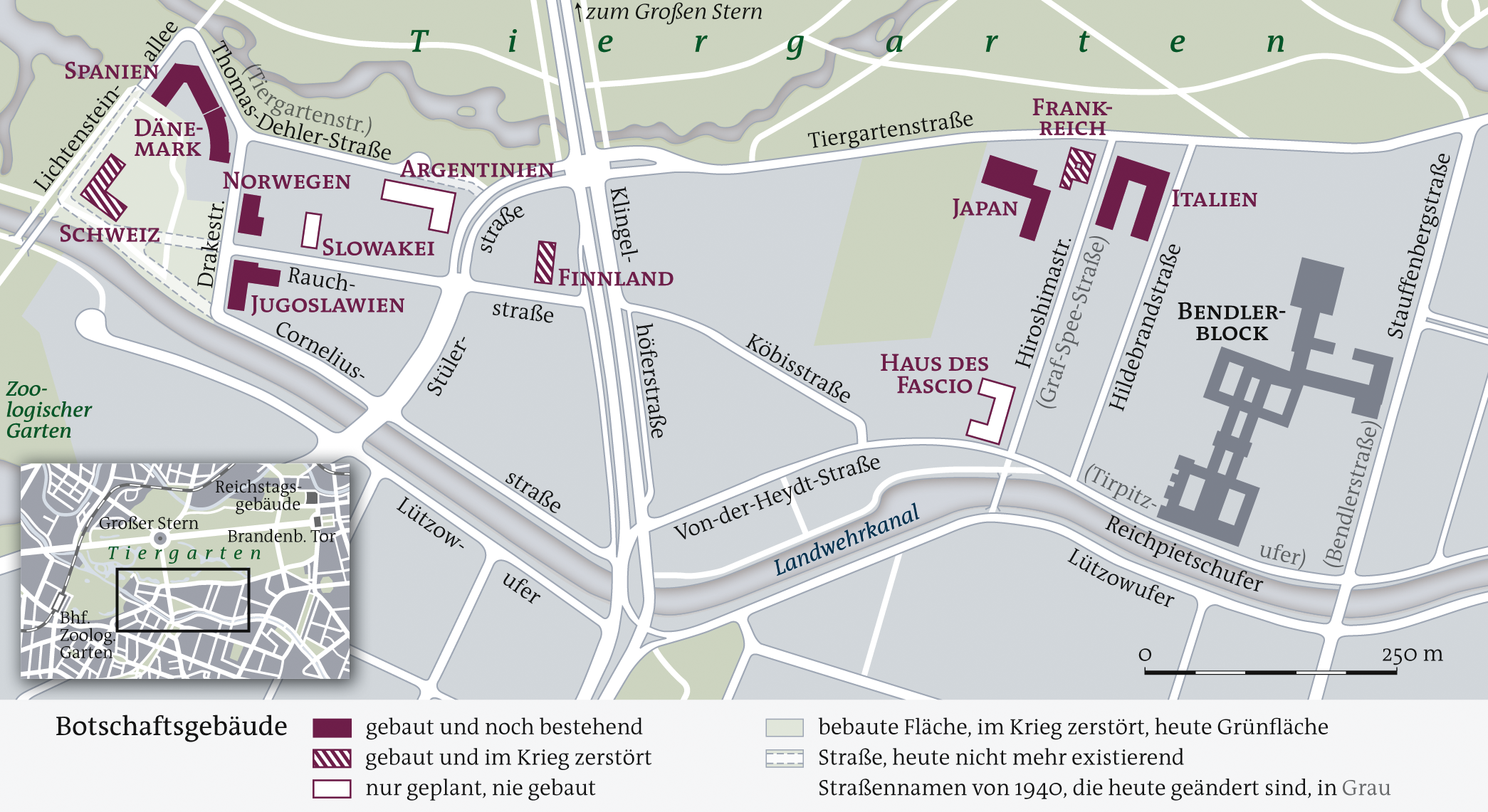
Karte der zwölf geplanten Gebäude im Botschaftsviertel Berlin Tiergarten

Das Botschaftsviertel wurde im Rahmen des Bebauungsplans für die „Welthauptstadt Germania“ durch den nationalsozialistischen Chefarchitekten Albert Speer und dessen Behörde Generalbauinspektion (GBI) am südlichen Rand des Berliner Tiergartens projektiert.
Das heute als Botschaftsviertel bekannte Gebiet im Ortsteil Tiergarten wurde zum neuen Diplomatenviertel erklärt. Dort sollten zwölf Botschaftsgebäude errichtet werden, um im Regierungsviertel nahe dem Brandenburger Tor durch den Wegzug der Botschaften Platz für die Ausführung der Pläne von Speer zu schaffen, die alle bis dahin bekannten städtebaulichen Maßstäbe sprengen sollten.
Für die folgenden Vertretungen wurden entsprechend dieser Pläne Neubauten errichtet:
- Dänische Gesandtschaft an der Westseite der Drakestraße (⊙), heute ein Hotel
- Italienische Botschaft an der Südseite der Tiergartenstraße (⊙), heute wieder Botschaft
- Japanische Botschaft an der Südseite der Tiergartenstraße (⊙), heute wieder Botschaft
- Jugoslawische Gesandtschaft an der Rauchstraße Ecke Drakestraße (⊙), heute Sitz der DGAP
- Norwegische Gesandtschaft Rauchstraße Ecke Drakestraße (⊙), heute ein Bürogebäude, teils von der Georgischen Botschaft genutzt
- Spanische Botschaft Lichtensteinallee Ecke Thomas-Dehler-Straße (⊙), heute wieder Botschaft

Für folgende diplomatische Vertretungen wurden Neubauten errichtet bzw. Bestandsgebäude umgebaut. Diese Gebäude wurden im Krieg zerstört:
- Finnische Gesandtschaft, Nordseite der Rauchstraße
- Französisches Generalkonsulat, südwestliche Tiergarten- Ecke Hiroshimastraße
- Schweizerische Gesandtschaft, Lichtensteinallee Ecke Landwehrkanal, das bestehende Botschaftsgebäude im Alsenviertel wurde nicht wie geplant abgerissen, heute gehört das für den Neubau vorgesehene Grundstück an der Lichtensteinallee zum Zoo

Für die folgenden diplomatischen Vertretungen plante der Baustab Speer einen Neubau, der aber nach Kriegsbeginn nicht zur Ausführung kam:
- Argentinische Botschaft, Südseite der Thomas-Dehler-Straße
- Haus des „Fascio“ am südlichen Ende der Hiroshimastraße
- Tschechoslowakische Gesandtschaft auf der Nordseite der Rauchstraße, nach Zerschlagung der Tschechoslowakei zog die Slowakische Gesandtschaft in die ehemals Tschechoslowakische Gesandtschaft in der Rauchstraße 27 ein, der Neubau entfiel

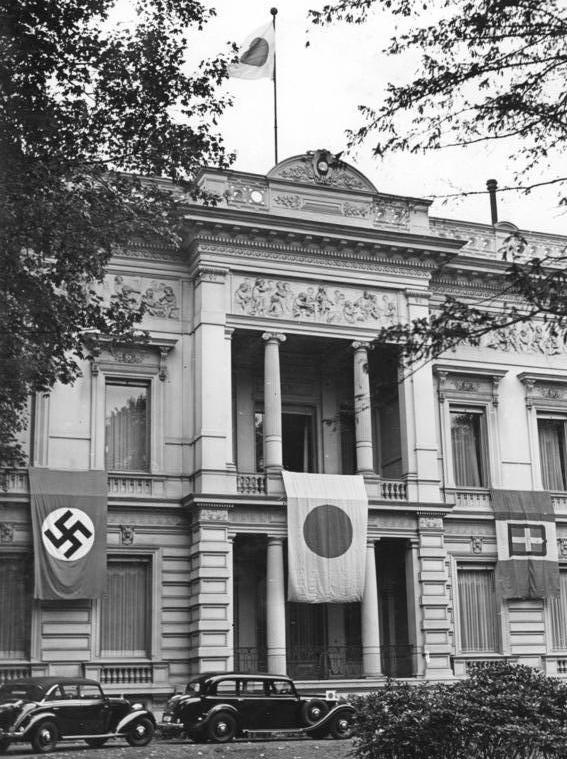
Japanische Botschaft, 1940
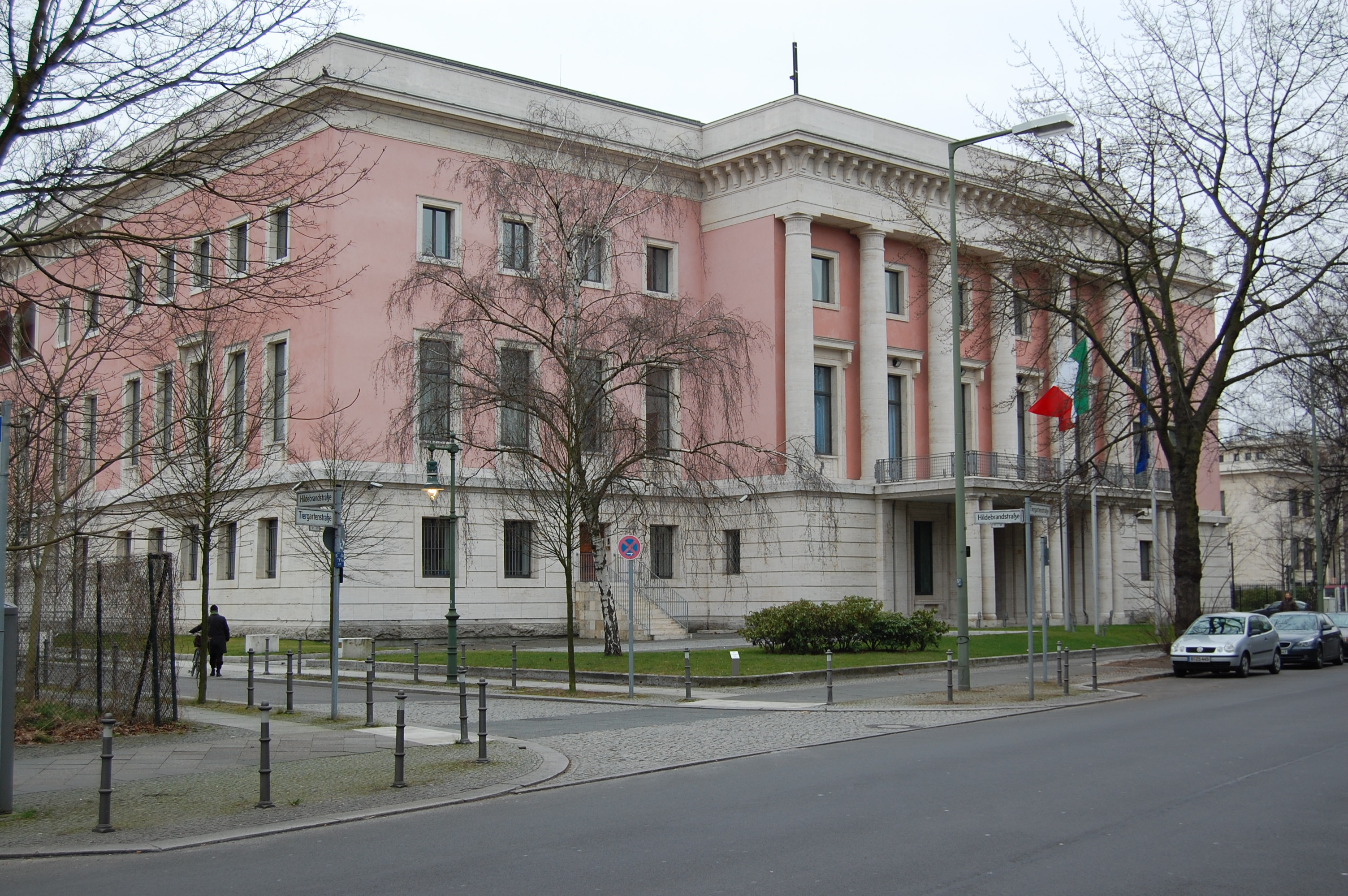
Italienische Botschaft
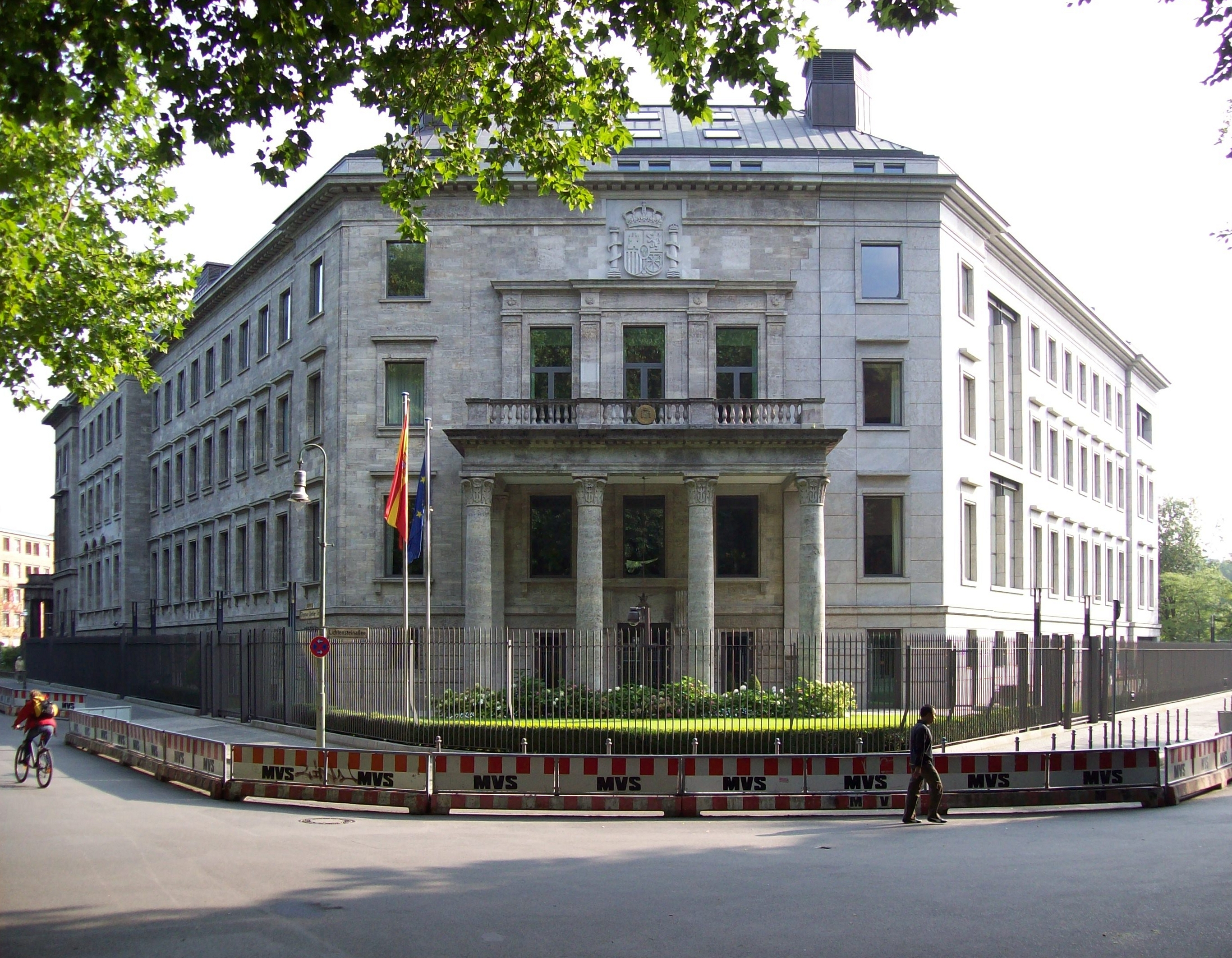
Spanische Botschaft
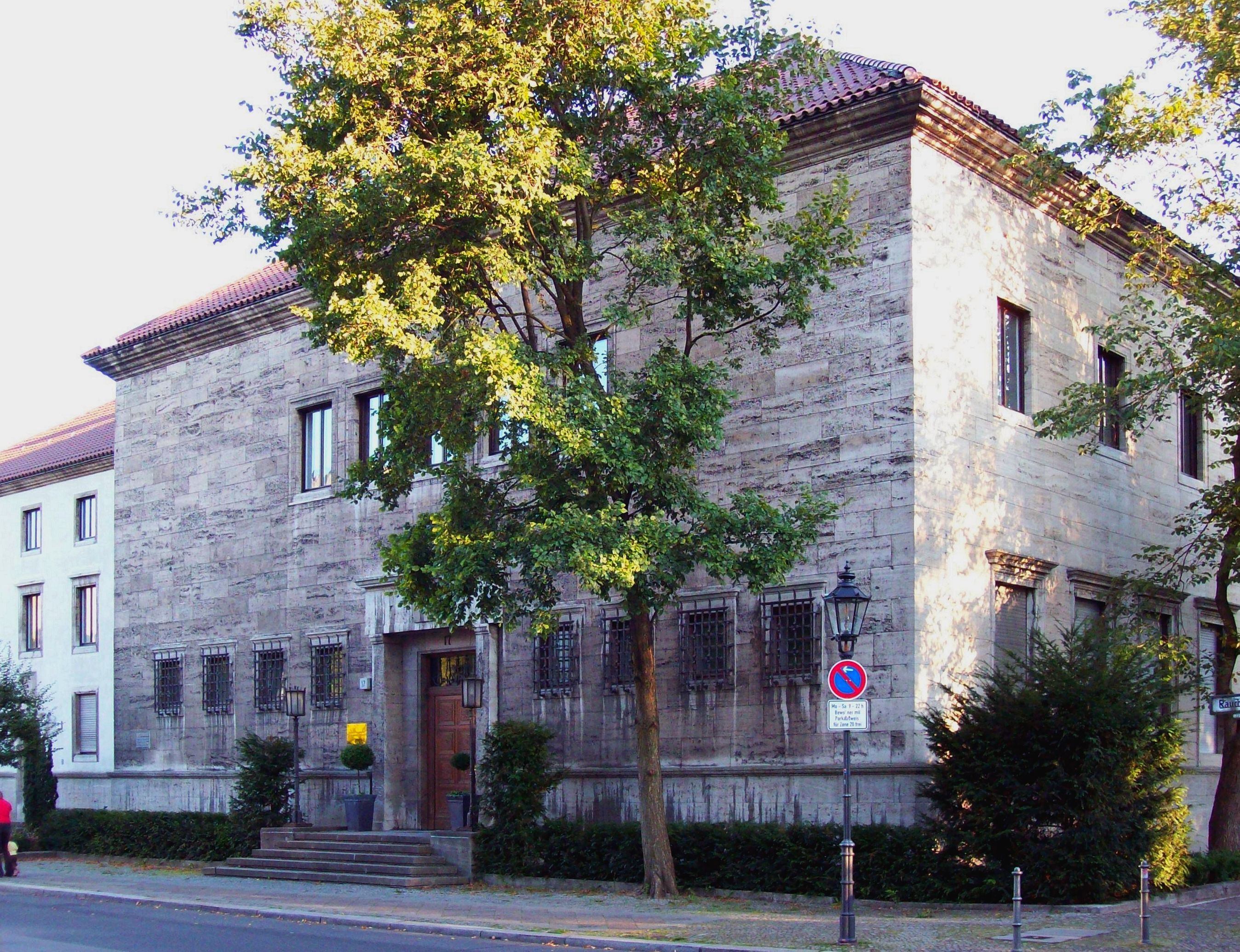
Jugoslawische Gesandtschaft
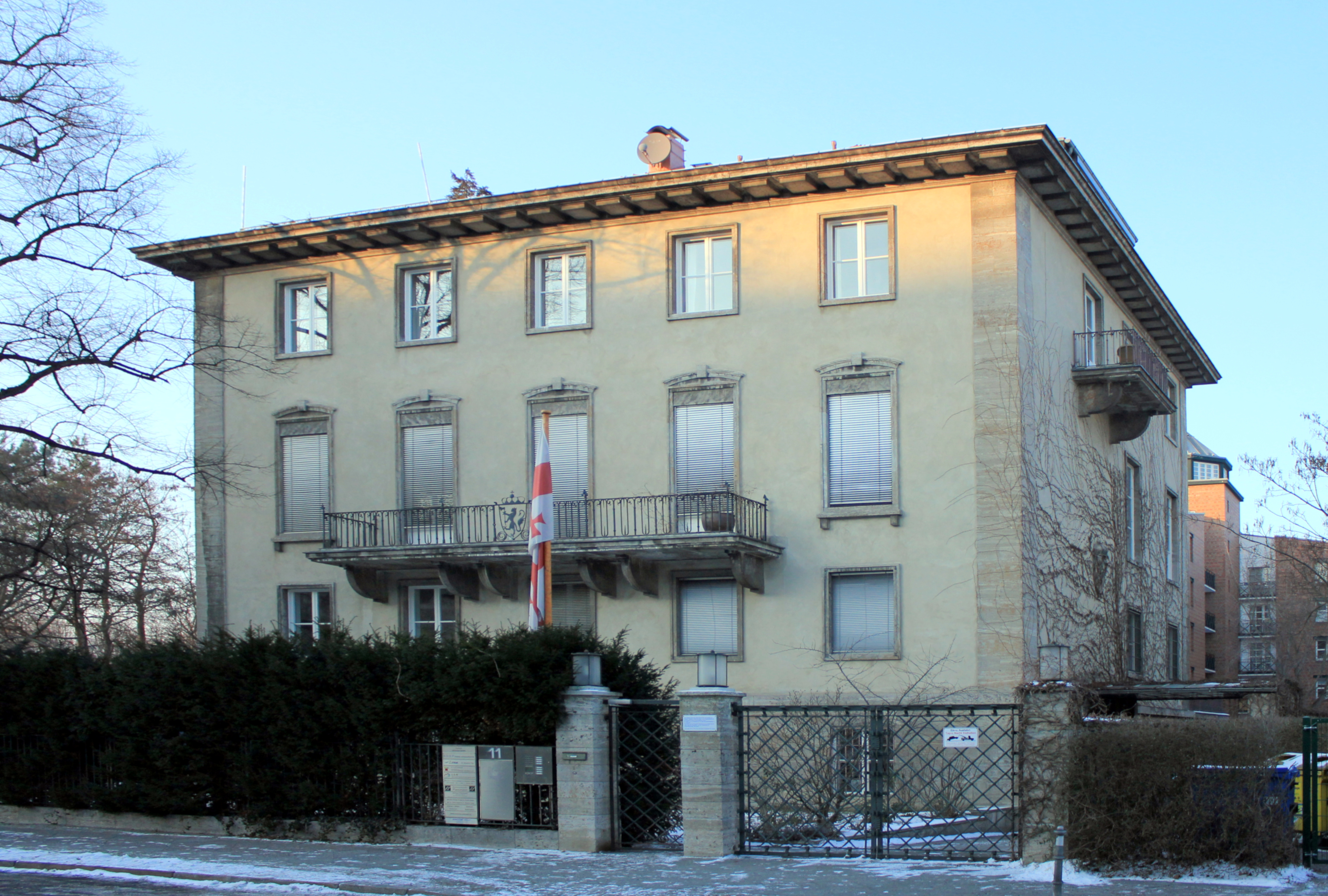
Norwegische Gesandtschaft

Zwischen 1939 und 1944 wurden im Botschaftsviertel eine Reihe von Luftschutzbunkern für die diplomatischen Vertretungen errichtet. Diese Sonderbunker (auch Missionsbunker genannt) sind im Vergleich zu Typenbauten eher klein. Teils wurden die Bunker in den Bau integriert, so wie beim Tiefbunker unter der Gartenterrasse der Jugoslawischen Gesandtschaft. Andere der Missionsbunker waren von den Botschaftsgebäuden abgesetzt, so wie der Flachbunker hinter der Nuntiatur (Rauchstraße 21) oder die beiden Flachbunker der Dänischen und Spanischen Gesandtschaft, die über die Lichtensteinallee hinweg erreichbar waren. Diese vier Bunker existieren heute noch.

### Zerstörung und Nachkriegszeit (1942–1976)
Ab 1943 wurde das Botschaftsviertel durch zunehmend schwerere Luftangriffe der Alliierten weitgehend zerstört, dazu kamen Schäden und Gebäudeverluste während der Einnahme Berlins durch die Rote Armee. Die Truppen Tschuikows erreichten am 27. April 1945 von Süden her den Landwehrkanal. Die hartumkämpften Flaktürme im Zoologischen Garten waren nur wenige hundert Meter vom Botschaftsviertel entfernt, das zudem im Wege eines Schwenks durch den Tiergarten und zum Reichstag lag. Am 2. Mai 1945 waren die Kämpfe in Berlin beendet. Eine Bestandsaufnahme von 1979 zeigt im etwa 40 Hektar großen Gebiet nördlich des Landwehrkanals und westlich der heutigen Stauffenbergstraße 16 Gebäude bzw. Gebäudekomplexe, von denen nur noch 13 aus der Vorkriegszeit stammten:
Im westlichen Teil des Viertels zwischen Zoo und Klingelhöferstraße überstanden den Bombenkrieg nur das Café am Neuen See nebst Hochbunkern (1), die Spanische Botschaft (2), die Dänische Gesandtschaft (3), die Norwegische Gesandtschaft (4), die Jugoslawischen Gesandtschaft (5) und die Villa Rauchstraße 25 (6). Die Villa Rauchstraße 25 war bei Kriegsende im vier Hektar großen Gebiet zwischen Klingelhöferstraße, Stülerstraße und Landwehrkanal – heute als Tiergarten-Dreieck bezeichnet – das einzige noch existierende Gebäude. Im östlichen Teil des Viertels zwischen Klingelhöferstraße und Stauffenbergstraße standen nach Kriegsende nur noch die Villa von der Heydt (7), die Krupp-Repräsentanz (8) (heute: Canisius-Kolleg), die Japanische Botschaft (9), die Italienische Botschaft (10), die Griechische Gesandtschaft (11), die Estnische Gesandtschaft (12) und der Komplex Bendlerblock (13). Von diesen dreizehn Gebäuden stehen heute zwölf unter Denkmalschutz, einzige Ausnahme ist das Café am Neuen See.
In der Nachkriegszeit bis zum Ende der 1970er Jahre veränderte sich das Gebiet nur geringfügig. Trümmer wurden geräumt und Gebäudereste entfernt. Zwischen 1964 und 1971 wurden im Gebiet um die Rauchstraße einige Bunker abgerissen, die bis 1944 als „Missionsbunker“ errichtet worden waren. Einen Bedarf für Botschaften gab es im Westen der geteilten Stadt Berlin nicht mehr. Bis 1979 gab es nur vereinzelte Neubauten: Die Mormonen-Kirche (A) an der Klingelhöferstraße wurde 1972/1973 gebaut. Von 1976 bis 1979 wurde der Neubau des Bauhaus-Archivs (B) am Landwehrkanal errichtet. Das Wohngebäude Rauchstraße 19/20 (C) entstand schon im Rahmen der IBA. Am südlichen Ende der Stülerstraße ist mit Stand 1979 ein weiteres Gebäude (D) verzeichnet.

### IBA und Ende der Teilung (1977–1990)

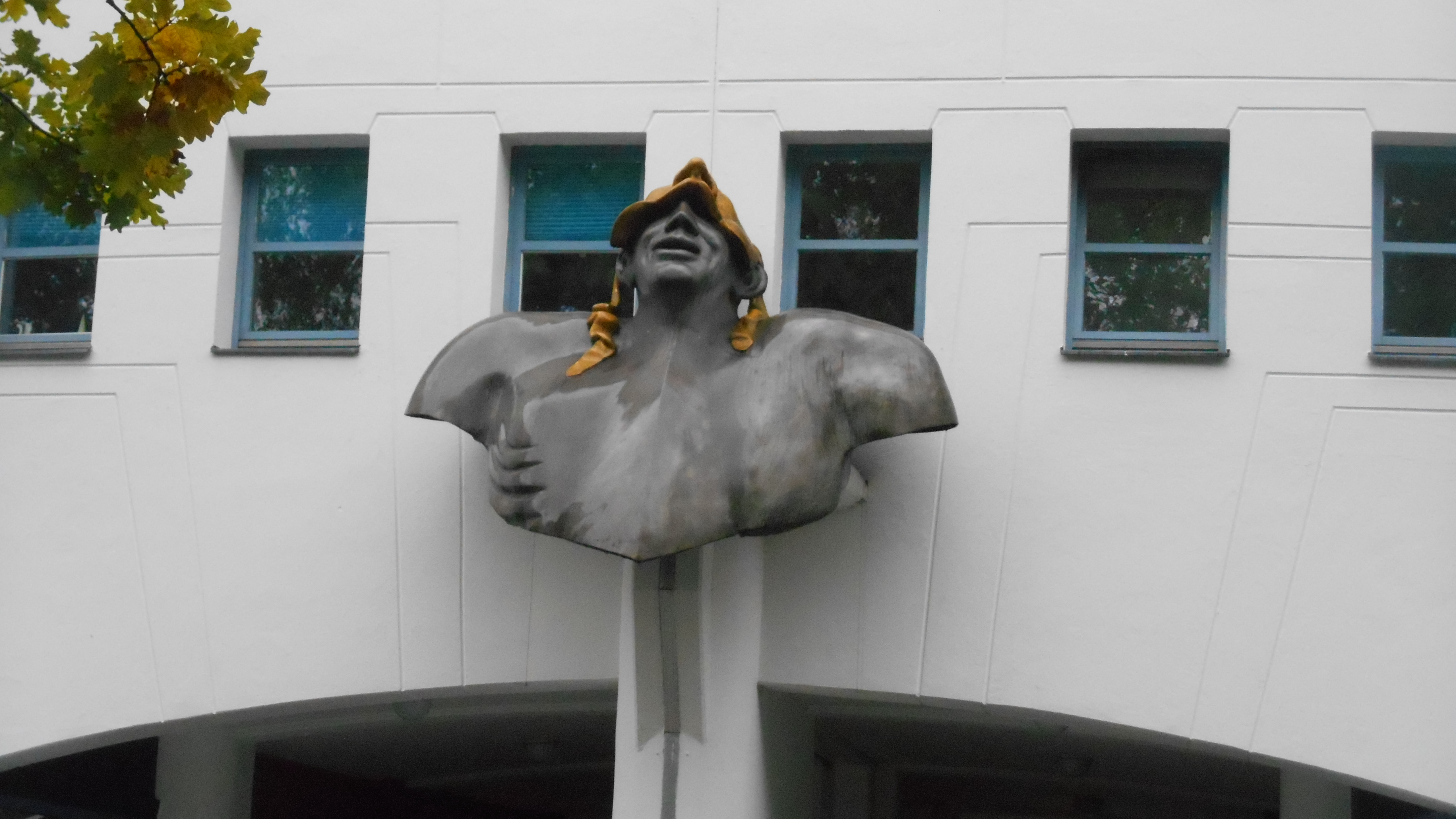
Portalsbogen mit Skulptur

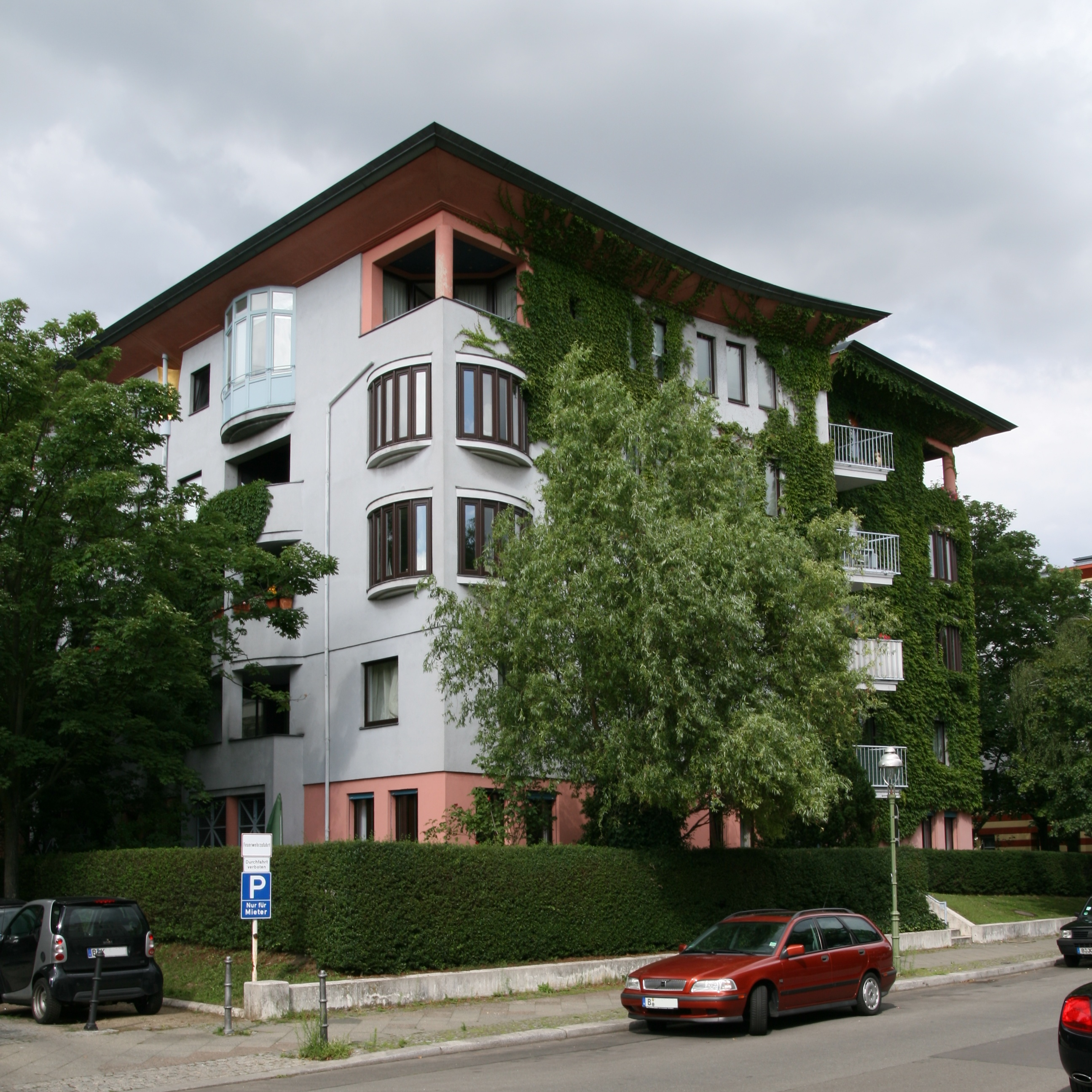
Stadtvilla in der Rauchstraße 5, Architekt Hans Hollein

Die Internationale Bauausstellung (IBA) war eine Architekturausstellung samt städteplanerischem Konzept, veranstaltet und umgesetzt durch den Berliner Senat von 1977 bis 1987. Schwerpunkt der IBA war die „kritische Rekonstruktion“ des historischen Stadtbildes in innerstädtischen Gebieten. Dies sollte durch die Erneuerung der Altbaubestände (IBA-Alt) wie auch durch das Einfügen von Neubauten in den Bestand (IBA-Neu) geschehen. Bei beiden Programmen wurde neben der Erhaltung des gewachsenen Stadtbildes auch auf soziale Aspekte und ökologisches Bauen Wert gelegt. Im Botschaftsviertel wurden im Rahmen der IBA drei IBA-Neu-Projekte durchgeführt: „Vier Stadtvillen“, „Stadtvillen an der Rauchstraße“ und „Ökohäuser Rauchstraße / Corneliusstraße“. IBA-Alt-Projekte gab es im Botschaftsviertel nicht, da hier kaum noch Altbausubstanz vorhanden war. Historisch lag im Botschaftsviertel zu keinem Zeitpunkt eine geschlossene Blockrandbebauung vor, stattdessen dominierten großzügige Villen. Alle drei Projekte nahmen diese Art der lockeren Bebauung auf, nahmen aber dennoch eine Verdichtung vor.

Das Wohngebäude Rauchstraße 19/20 („Vier Stadtvillen“ ⊙) entstand von 1978 bis 1982 nach Entwürfen von Bangert, Jansen, Scholz und Schultes (BJSS). Vier eng gestellte Würfelbauten mit jeweils vier Geschossen sind durch Brückengänge miteinander verbunden, und bilden so die Eckpfeiler des locker umschlossenen Innenhofs. Jedes der vier Gebäude enthält vier Maisonettewohnungen mit Loggien und hohen Fenstern. Im Souterrain befindet sich eine Garage.

Das Projekt „Stadtvillen an der Rauchstraße“ konzipierte Rob Krier mit seinem städtebaulichen Siegerentwurf von 1980. Dieser teilte den Block zwischen Rauchstraße im Süden und dem Tiergartenrand (Thomas-Dehler-Straße) im Norden in zehn Baufelder auf, von denen nur ein Baufeld bereits mit der Norwegischen Gesandtschaft bebaut war. In der Mitte des Blocks sollte ein halböffentlicher Grünflächenbereich entstehen. Auf jedem der Baufelder entstand ein freistehendes Gebäude, wobei die beiden Gebäude am westlichen Ende des Blocks zu einer Einheit zusammengefasst sind. Diese beiden zusammengefassten Häuser bilden ein Portal zum Innengelände des Blocks, über dessen Durchgang eine Skulptur von Rob Krier angebracht ist, die eine überlebensgroße Büste eines Mannes mit Goldhelm zeigt. Obwohl diese Gebäude als Stadtvillen bezeichnet wurden, handelt es sich um fünfgeschossige Mehrfamilienhäuser mit quadratischem Grundriss, Flachdach und jeweils fünf Wohnungen pro Etage. Die Entwürfe der einzelnen Häuser stammten von:
- Rob Krier selbst (Doppelgebäude Stülerstraße 2/4 ⊙ und Rauchstraße 6 ⊙)
- Aldo Rossi (Thomas-Dehler-Straße 7 Ecke Drakestraße ⊙)
- Henry Nielebock (Thomas-Dehler-Straße 5 ⊙)
- Di Battista & Grassi et al. (Thomas-Dehler-Straße 3 ⊙)
- Brenner & Tonon (Thomas-Dehler-Straße 1 ⊙)
- Valentiny & Herrmann (Rauchstraße 4 ⊙)
- Hans Hollein (Rauchstraße 5 ⊙).

Im Jahr 1985 waren die Neubauten errichtet. Für Planung und Entwurf der einzelnen Gebäude gab es aus Kriers Entwurf enge Vorgaben in Hinblick auf das quadratische Grundraster von 21 m wie auch auf Sichtachsen. Die Geschosszahl und detaillierte Vorgaben zu Nutzung je Etage und Wohnungsgrößen ergaben sich aus den Förderbedingungen für die Errichtung als Sozialwohnungen im 1. Förderweg bzw. als steuerbegünstigte Eigentumsform im 2. Förderweg. Dadurch war das gestalterische Konzept stark eingeschränkt, im Wesentlichen unterscheiden sich die Solitäre nur durch Variation der Fassaden und der Treppenhaus-Grundrisse. Architekturkritiker rechnen diese auf Oberflächen beschränkte Beliebigkeit der postmodernen Architektur zu. Besonders der quadratische Grundriss erwies sich für eine gelungene Aufteilung als nicht ideal. Insgesamt gilt der Bauabschnitt dennoch als gelungen und in hoher Qualität ausgeführt.

Auf der den „Stadtvillen“ gegenüberliegenden, südlichen Seite der Rauchstraße befindet sich das IBA-Projekt „Ökohäuser Rauchstraße / Corneliusstraße“, mit dem Frei Otto Ideen zum ökologischen Bauen umsetzen wollte. Auf einem etwa 4000 m² großen Grundstück wurden nach Entwürfen von Frei Otto und Hermann Kendel drei Gebäude (Rauchstraße 12 und Corneliusstraße 11/12) mit insgesamt 26 Wohneinheiten errichtet. Diese folgten Frei Ottos Konzept des „Baumhaus“, in dem der Versorgungskern eines Hochhauses als Stamm, die Plattformen als Äste und die Wohnungen als Nester gedeutet werden. In dieser Infrastruktur von ein- bis zweigeschossigen Bauplätzen, die in einem Beton-Rohbau dreifach übereinander gestapelt waren, sollten die Bewohner ihre individuellen ein- bis zweigeschossigen Häuser selbst bauen. Auf Begrünung und Nutzung von Sonnenwärme wurde viel Wert gelegt. Der Baubeginn verzögerte sich auf 1988, und damit nach Ende der IBA. Mangels Interesse an Selbstbau und durch Abstimmungsprobleme innerhalb der Eigentümergemeinschaft wurde das ursprüngliche Konzept geteilt: In den beiden Südhäuser zur Corneliusstraße hin (Südwest: ⊙, Südost: ⊙) wurden 18 geförderte Eigentumswohnungen realisiert, das Nordhaus zur Rauchstraße hin (Nord: ⊙) wurde als Mietshaus im sozialen Wohnungsbau errichtet. 1991 waren die Bauten abgeschlossen. Nach Fertigstellung wurde die postmoderne Ästhetik der „Patchwork-Fassaden“ kritisiert, besonders die Bricolage der Südseite zum Landwehrkanal. Auch das Zusammenspiel von partizipatorischem, selbstbestimmten Bauen und Ökologie sei fragwürdig, weil durch das starre Betongerüst und die Planung ohne Rücksicht auf benachbarte Bauplätze Wärmebrücken entstanden, die Heizeinsparungen durch passive Dämmung konterkarieren würden. Zudem machte die Baustatik von „Betonregalen“ und später geplanten und errichteten Einzelhäusern eine nachträgliche Abstützung durch Pfeiler notwendig.

### Neu- und Umbauten seit dem Hauptstadtbeschluss 1991
Nach dem Mauerfall 1989, der deutschen Wiedervereinigung 1990 und dem Hauptstadtbeschluss von 1991 zogen diplomatische Vertretungen aus Bonn nach Berlin. Auch die Landesvertretungen folgten dorthin, weil Bundesrat, Bundestag und Bundesregierung ihre Hauptsitze nach Berlin verlegt hatten. Soweit diplomatische Vertretungen in Ost-Berlin bestanden hatten, genügten diese in Größe und Bauart kaum den Anforderungen nach Platz und Repräsentationszwecken einer Botschaft in der gesamtdeutschen Hauptstadt. Das zu großen Teilen leerstehende Botschaftsviertel mit seiner Nähe zum Regierungsviertel bot sich für Neu- und Umbauten an, insbesondere da einige Staaten noch Eigentümer von Grundstücken oder teils verfallenen Gebäuden im Viertel waren.
Die Botschaften folgender Staaten zogen seit 1991 in das Botschaftsviertel und nutzten dafür umgebaute Altbauten:
- Estnische Botschaft in der Hildebrandstraße 5 (⊙), im Vorkriegsgebäude
- Georgische Botschaft in der Rauchstraße 11, 2010 Einzug in das ehemalige Gebäude der Norwegischen Gesandtschaft
- Griechische Botschaft in der Hildebrandstraße 4 (⊙), unfertiger Neubau mit historischer Fassade
- Italienische Botschaft in der Hiroshimastraße 1
- Japanische Botschaft in der Hiroshimastraße 6, 2001 Einzug in die umgebaute historische Gesandtschaft
- Spanische Botschaft in der Lichtensteinallee 1, 2003 Einzug in die umgebaute historische Gesandtschaft
- Syrische Botschaft in der Rauchstraße 25, ursprünglich eine Villa, keine diplomatische Vertretung

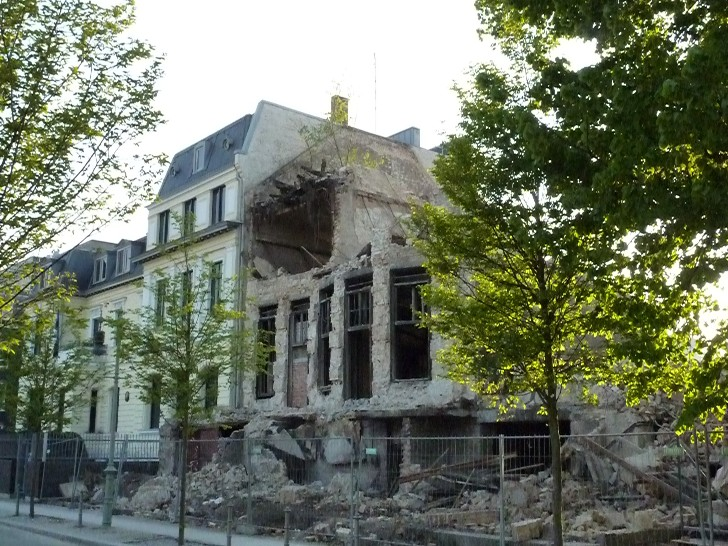
Ruine der Griechischen Gesandtschaft
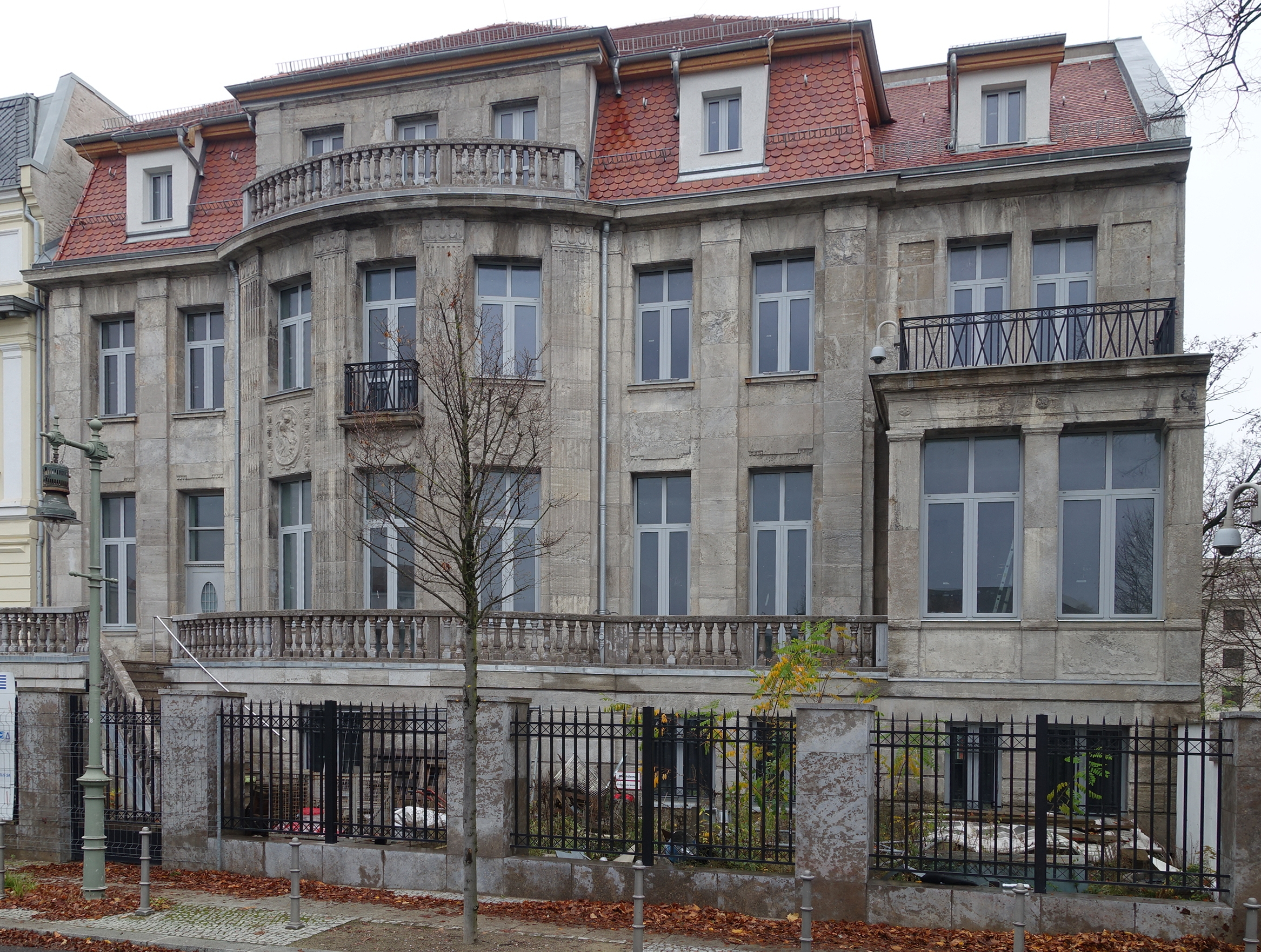
Rekonstruierte Fassade der Griechischen Botschaft
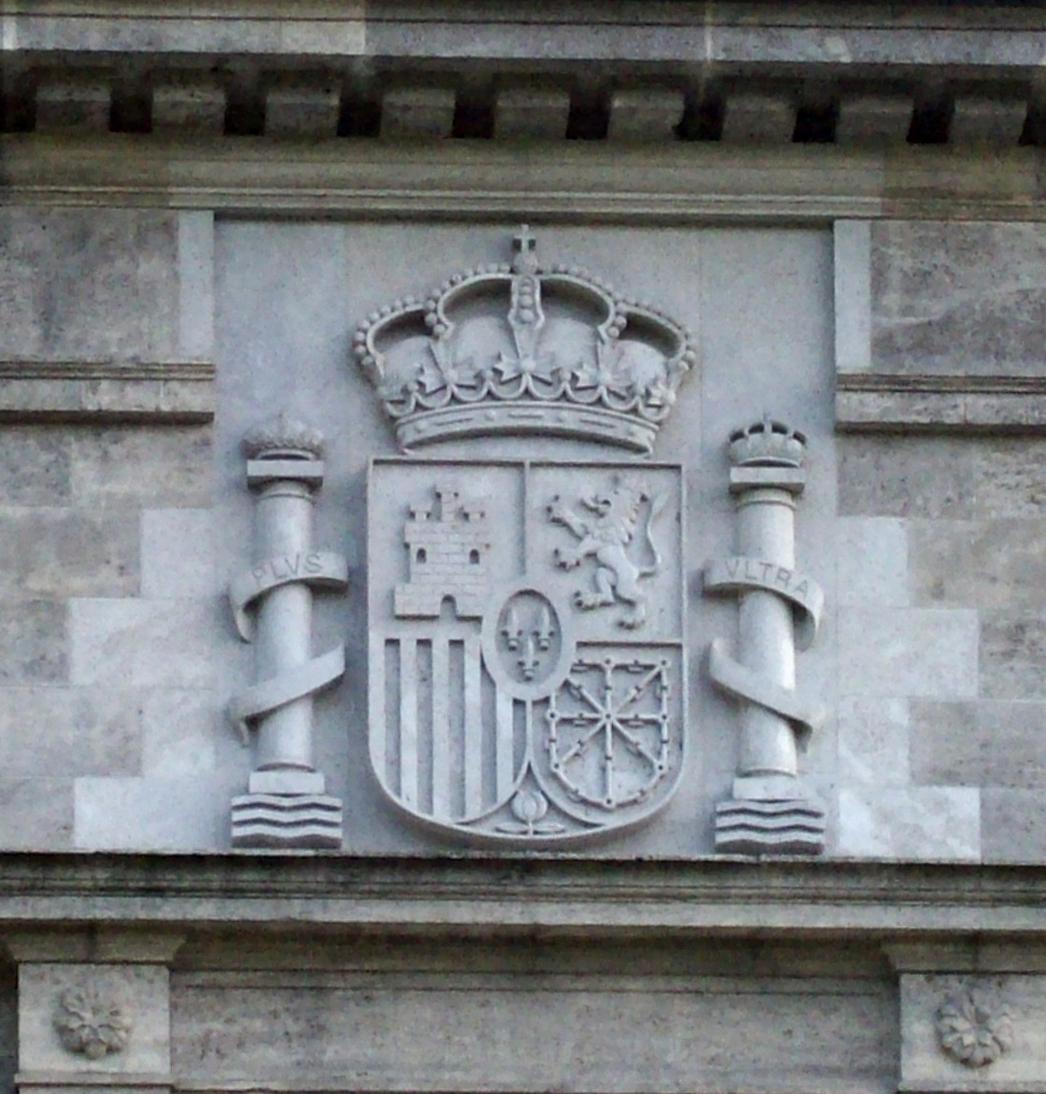
Ausgetauschtes Wappen an der Spanischen Botschaft
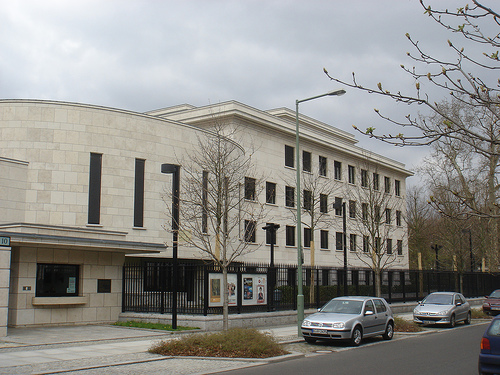
Neuer Annex der Japanischen Botschaft

Die Botschaften folgender Staaten (bzw. die Vertretungen folgender Bundesländer) zogen seit 1991 in das Botschaftsviertel und errichteten Neubauten:
- Ägyptische Botschaft in der Stauffenbergstraße 6/7, Neubau
- Baden-Württembergische Landesvertretung in der Tiergartenstraße 15
- Bremische Landesvertretung in der Hiroshimastraße 24
- Indische Botschaft in der Tiergartenstraße 16/17, 2001 eröffneter Neubau
- Malaysische Botschaft in der Klingelhöferstraße 6
- Mexikanische Botschaft in der Klingelhöferstraße 3, 2000 eröffneter Neubau
- Nordische Botschaften in der Rauchstraße 1, gemeinsame Vertretung von Dänemark, Finnland, Island, Norwegen und Schweden, 1999 eröffneter Neubau
- Nordrhein-Westfälische Landesvertretung in der Hiroshimastraße 12, 2002 fertiggestellt
- Österreichische Botschaft in der Stauffenbergstraße 1, 2001 eröffneter Neubau
- Saudi-Arabische Botschaft in der Tiergartenstraße 33/34, 2008 eröffneter Neubau
- Senegalesische Botschaft in der Klingelhöferstraße 5, 2000 Einzug auf Teilflächen des Neubaus
- Slowakische Botschaft in der Hildebrandstraße 25 (⊙), 2010 bezogener Neubau
- Südafrikanische Botschaft in der Tiergartenstraße 18, 2003 eröffnet
- Südkoreanische Botschaft in der Stülerstraße 10, 2006 fertiggestellt
- Türkische Botschaft in der Tiergartenstraße 19, auf dem Bestandsgrundstück erbaut, 2012 eröffnet
- Botschaft der Vereinigten Arabischen Emirate in der Hiroshimastraße 18
- Botschaften von Malta, Bahrain und Luxemburg in der Klingelhöferstraße 7, Einzug 2001

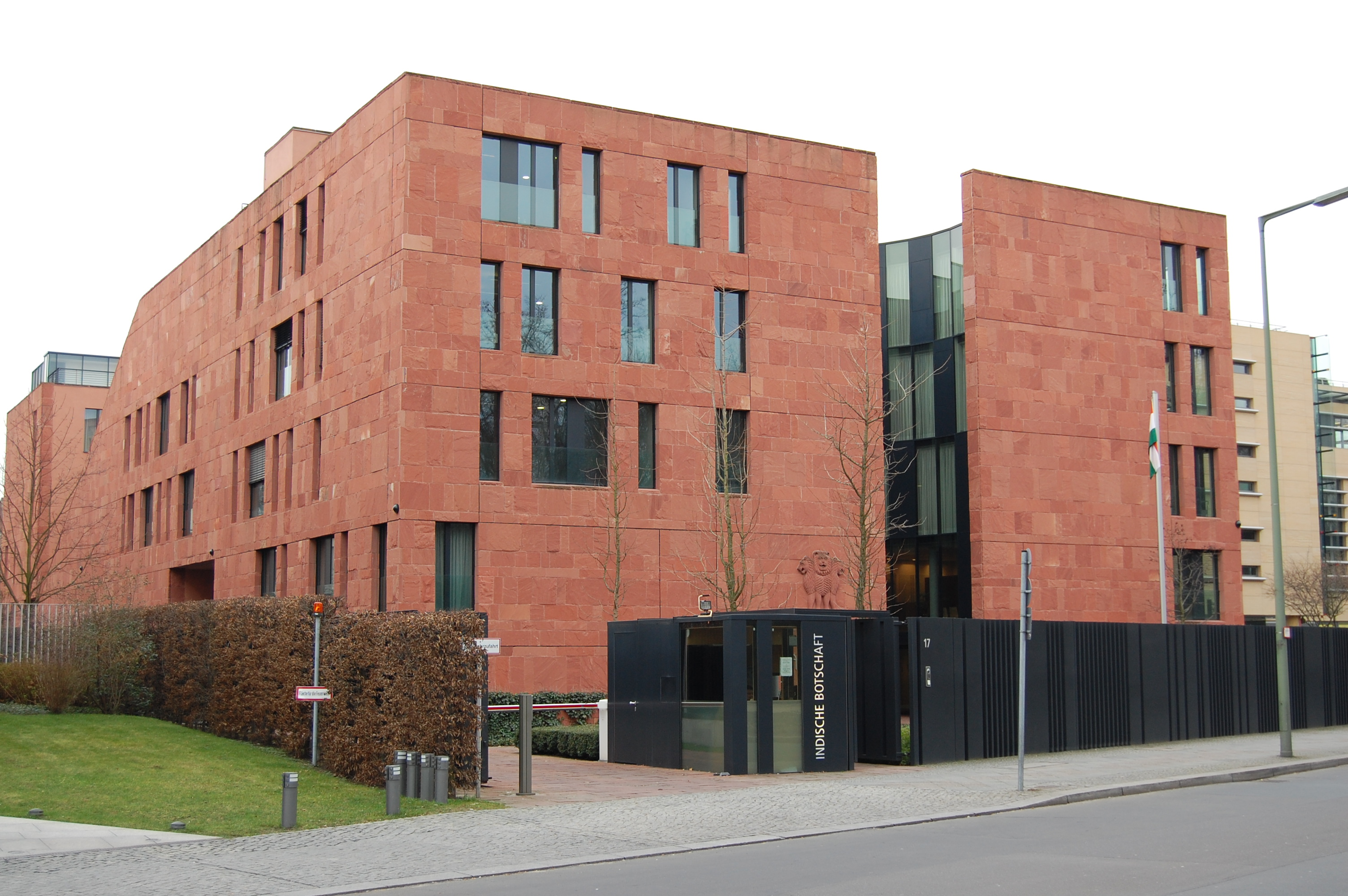
Indische Botschaft
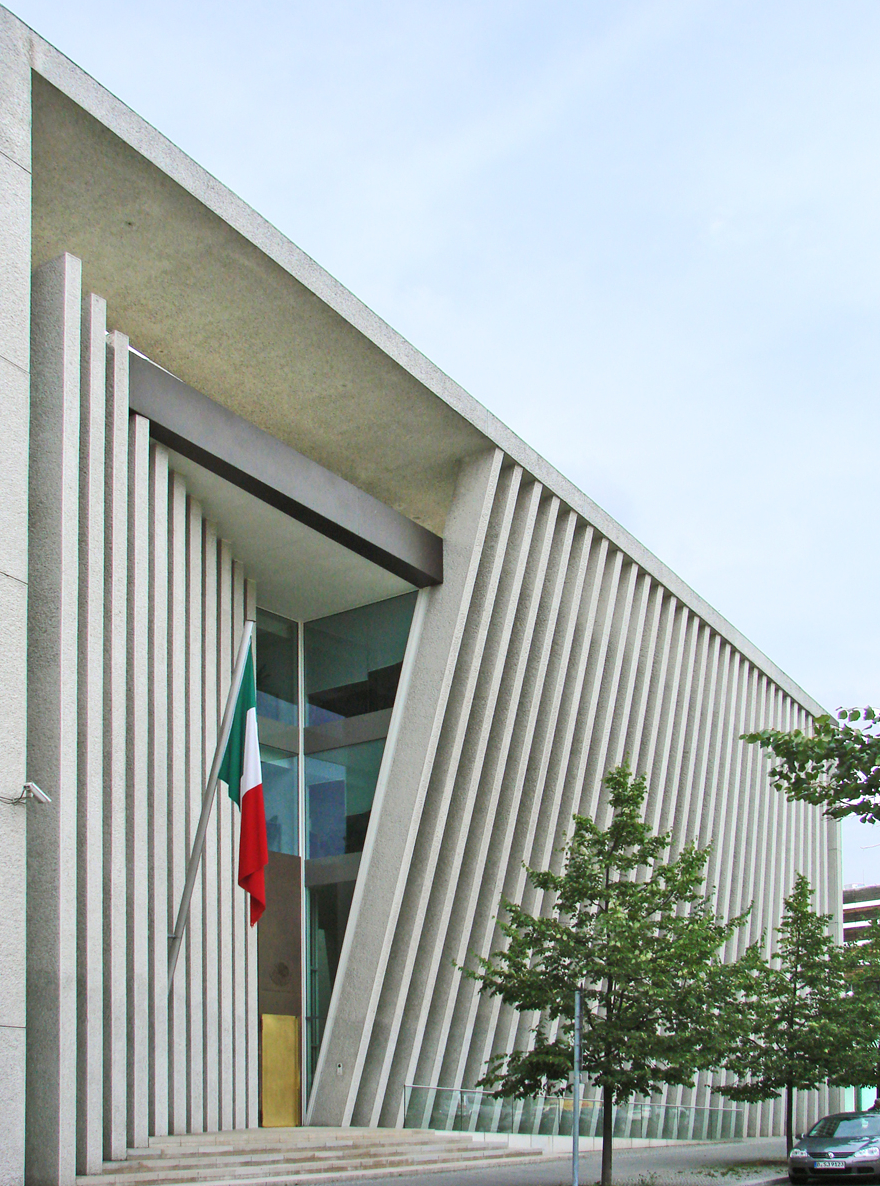
Mexikanische Botschaft
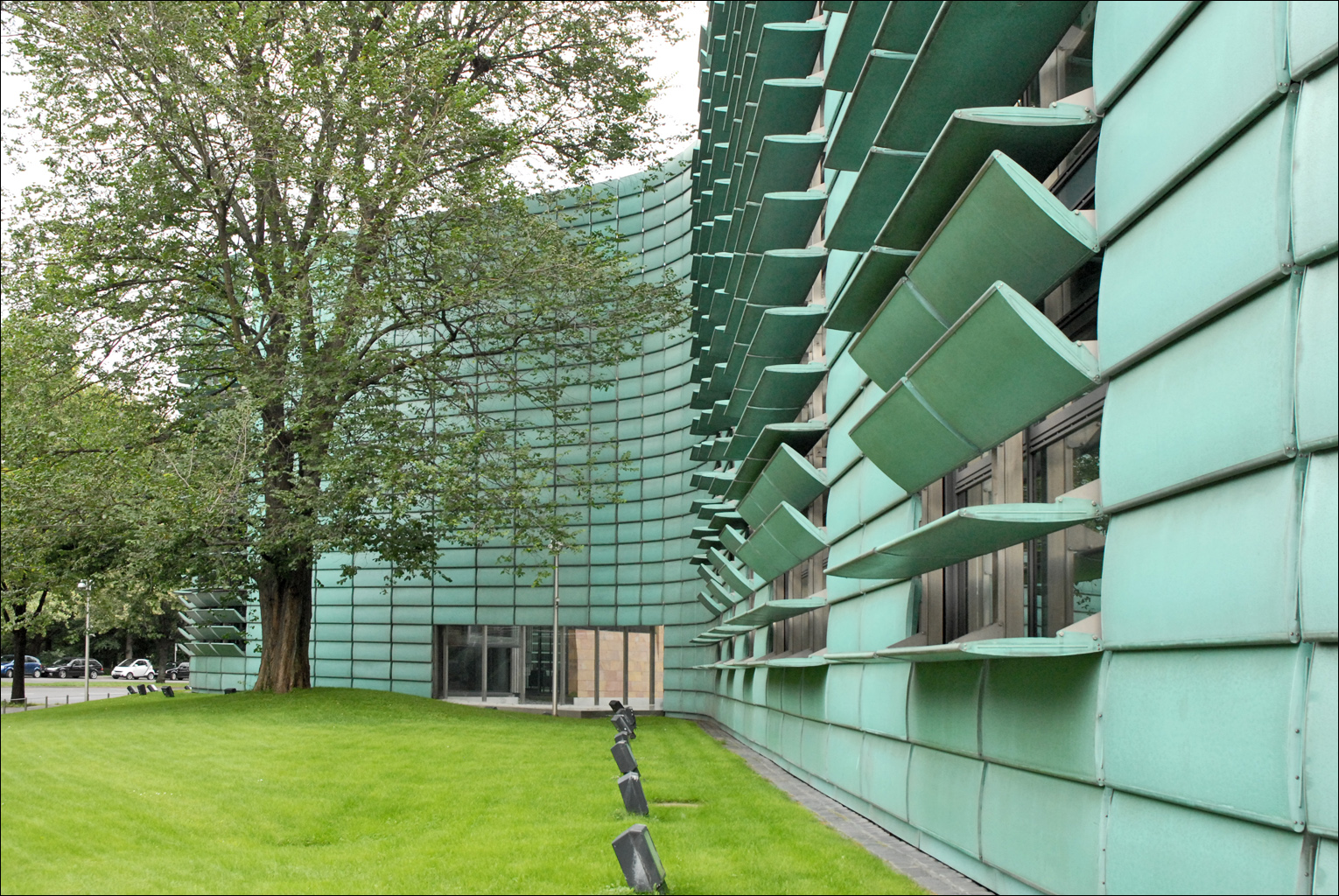
Nordische Botschaften, Fassadendetail
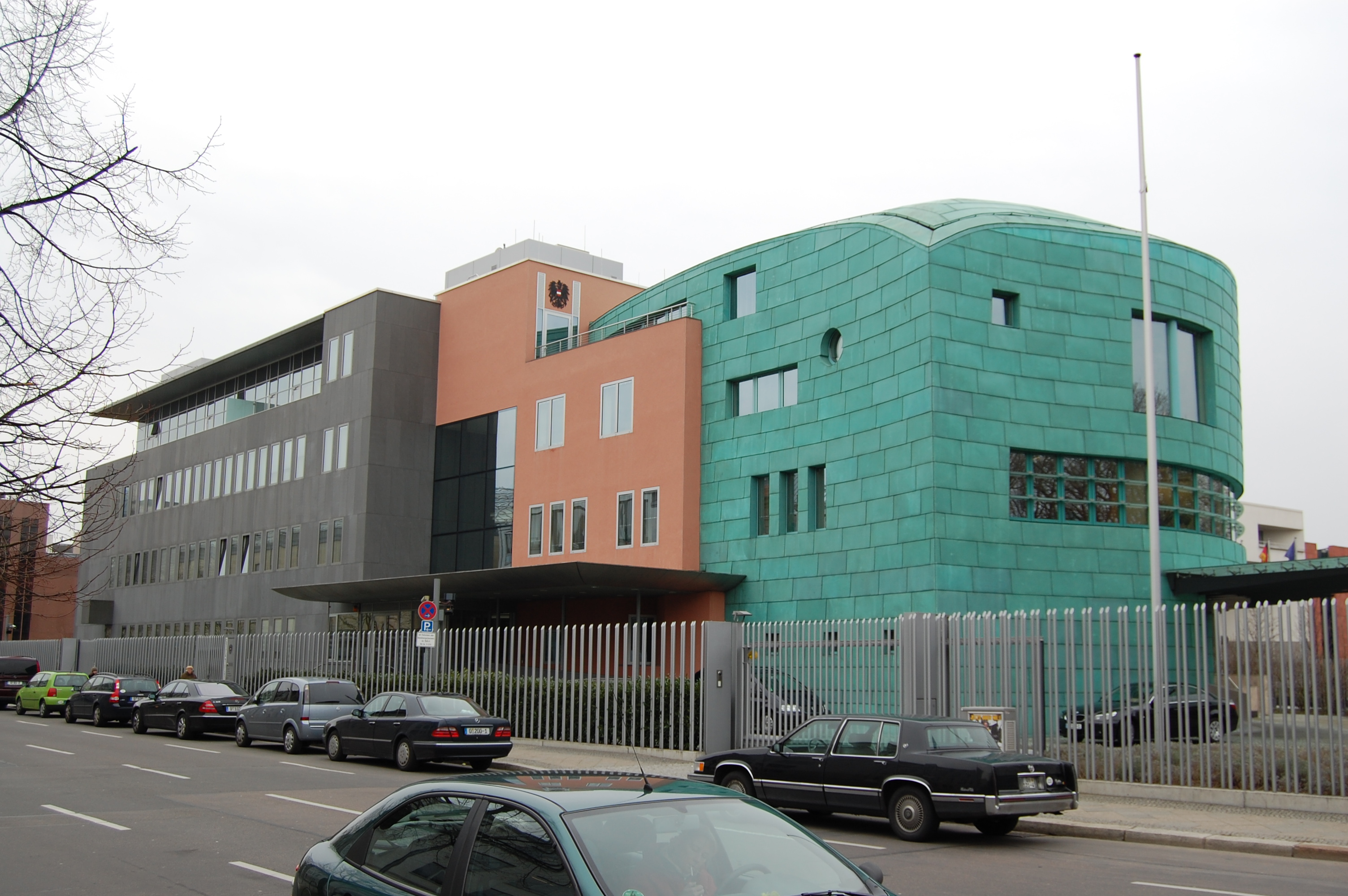
Österreichische Botschaft
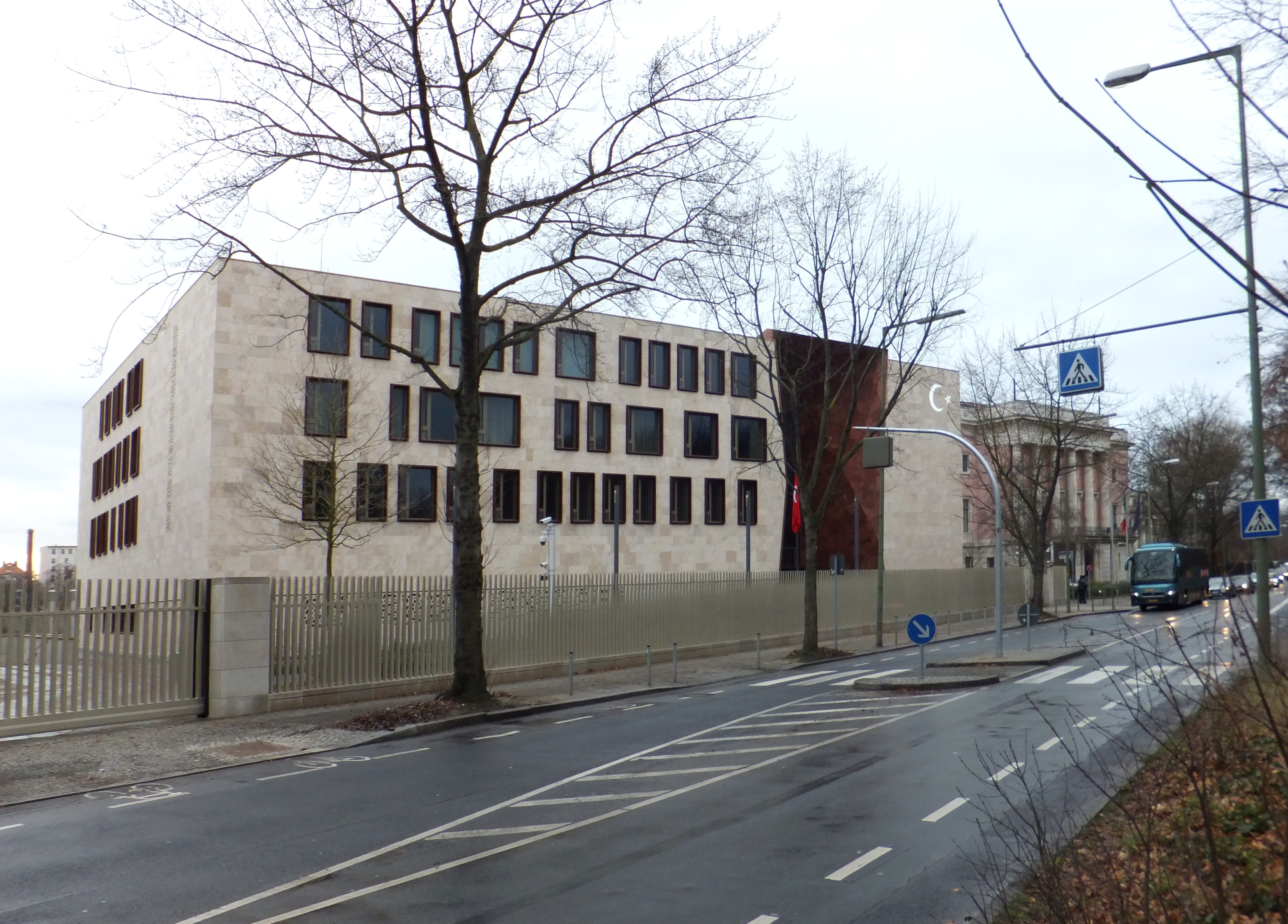
Türkische Botschaft

Folgende repräsentative Gebäude wurden von Stiftungen, Parteien, Verbänden und Körperschaften des öffentlichen Rechts errichtet:
- Außenstelle Berlin der Friedrich-Ebert-Stiftung, Reichpietschufer Ecke Hiroshimastraße
- Konrad-Adenauer-Haus, Parteizentrale der CDU in der Klingelhöferstraße 8, 2000 fertiggestellt
- Chinesisches Kulturzentrum der VR China in der Klingelhöferstraße 21, fertiggestellt 2006[27]
- Sitz des Verbandes der Privaten Bausparkassen („Bausparhaus“) in der Klingelhöferstraße 4, 2000 fertiggestellt
- Hauptgeschäftsstelle der Wirtschaftsprüferkammer in der Rauchstraße 26, 2001 fertiggestellt

Der Bendlerblock befindet sich im Süden des Blocks zwischen Hildebrandstraße und Stauffenbergstraße. Hier zog das Bundesministerium der Verteidigung ein. Am historischen Ort von Planung und Zerschlagung des Attentats vom 20. Juli 1944 wurde bereits 1968 die Gedenkstätte Deutscher Widerstand eingerichtet. Das neuerrichtete Ehrenmal der Bundeswehr ist auf die neuen Aufgaben der Bundeswehr seit Ende des Kalten Krieges ausgerichtet.
Weitere Bürogebäude wurden durch private Investoren errichtet, teils zur eigenen Nutzung wie der Solitär der KPMG in der Klingelhöferstraße 18, teils zur Mischnutzung durch andere Büromieter. Seit 1991 entstanden im Botschaftsviertel auch Hotels, eines in der Drakestraße 1 durch Umbau der ehemaligen Dänischen Gesandtschaft, das andere als Neubau in der Stülerstraße 6.
Auch Wohngebäude wurden im Botschaftsviertel seit 1991 neu errichtet. Das größte Projekt wurde von der Groth-Gruppe sowie Diamona & Harnisch unter dem Namen Diplomatenpark entwickelt. Dabei entstanden zehn Stadthäuser entlang der Clara-Wieck-Straße. Jedes der Gebäude ist viergeschossig, dazu kommt ein Dachgeschoss, ein Untergeschoss und eine Tiefgarage. Das zweite größere Wohnungs-Neubauprojekt befindet sich an der Köbisstraße 1–5. Dort wurden nach Entwürfen von Walther Stepp (Flügelbauten) sowie Hilmer & Sattler (Mittelbau) vier Gebäude mit insgesamt 16.800 m² Wohnfläche errichtet, aufgeteilt in 91 Wohnungen. Die Wohnanlage wird unter dem Namen „Hofjäger-Palais“ vermarktet und war 2006 bezugsfertig. Die vorerst letzte Baulücke, die mit Wohnbauten geschlossen wurde, war das Gebäude an der Von-der-Heydt- Ecke Köbisstraße, das vom Projektentwickler als „Heydt Eins“ bezeichnet wird. Das Gebäude ist in 66 eher kleine Wohnungen aufgeteilt und war 2016 bezugsfertig.